# USS LST-216
O USS LST-216 foi um navio de guerra norte-americano da classe LST que operou durante a Segunda Guerra Mundial.